# Clayton Tarleton
Clayton Tarleton (* 5. September 1762; † 1797) war ein britischer Kaufmann und Politiker.

## Leben
Clayton Tarleton war einer der Söhne des wohlhabenden Kaufmanns, Schiffseigners und Sklavenhändlers John Tarleton aus Liverpool. Zu seinen fünf Geschwistern zählen unter anderem Banastre und John Tarleton.
Wie sein Vater wurde Clayton Tarleton selbst als Kaufmann aktiv. In den späten 1780er und frühen 1790er Jahren war er zusammen mit seinen Brüdern Thomas und John Tarleton sowie mit Daniel Backhouse an dem Unternehmen Tarleton & Backhouse beteiligt. 1791 gründete er zusammen mit William Rigg das Unternehmen Tarleton & Rigg, schied jedoch mit seiner Wahl zum Bürgermeister aus diesem wieder aus. Tarleton war Ratsherr im Stadtrat von Liverpool und bekleidete von 1792 bis 1793 das Amt des Bürgermeisters der Stadt. Am 25. April 1795 heiratete er Jemima Robinson († 4. Dezember 1796). Die Ehe blieb kinderlos.